# Паклинские острова
Паклинские острова — группа известняковых островов и скал в Адриатическом море, в южной части Хорватии, возле далматинского побережья.
Архипелаг расположен в нескольких сотнях метров к югу от города Хвар расположенного в юго-западной части одноимённого острова.
В состав архипелага входят следующие острова и скалы (с запада на восток):
| Остров                                    | Площадь (км²) |
| ----------------------------------------- | ------------- |
| Водняк Малый (Vodnjak Mali)               | 0.252666      |
| Водняк Большой (Vodnjak Veli)             | 0.008198      |
| скала Карбун (hrid Karbun)                | 0.001191      |
| Травна (Travna)                           | 0.009661      |
| скала Ленгва (hrid Lengva)                | 0,001708      |
| Паржань (Paržanj)                         | 0.039529      |
| Боровац (Borovac)                         | 0.021666      |
| Святой Клемент (Sveti Klement)            | 5.275844      |
| Добри остров (Dobri otok)                 | 0.297313      |
| Влака (Vlaka)                             | 0.021316      |
| Стамбедар (Stambedar)                     | 0.029945      |
| скала Большая Плочица (hrid Pločica vela) | 0.002112      |
| скала Малая Плочица (hrid Pločica mala)   | 0.001126      |
| скала Баба(hrid Baba)                     | 0.001075      |
| Гойца (Gojca)                             | 0.021471      |
| Боровац (Borovac)                         | 0.167533      |
| Маринковац (Marinkovac)                   | 0.692253      |
| Планиковац (Planikovac)                   | 0.100836      |
| Еролим (Jerolim)                          | 0.207144      |
| Галишник (Gališnik)                       | 0.014612      |
| Покойний Дол (Pokonji Dol)                | 0.016697      |
| Паклинские острова                        | 7.183896      |

Название архипелага в туристических путеводителях часто неверно переводится как «Адовы острова» (от слова «pakao», означающего ад). В обоснование указывают на то, что в древности здесь варили специальную смолу для пропитки корабельной древесины, и острова постоянно заволакивало черным дымом, что придавало им схожесть с адом. Смолу здесь действительно варили, и именно с ней, а не с преисподней, связано название архипелага. На чакавском наречии хорватского языка, на котором говорили жители Хвара, «paklina» — вид сосновой смолы которой обрабатывали деревянные корпуса кораблей и лодок называлась «pakol» оно как и слово «pakao» (ад) на штокавском наречии происходит от древнеславянского пьклъ, что первоначально означало смолу, а со временем приобрело значение ада.